# BMW Vision Efficient Dynamics
Pour les articles homonymes, voir BMW, Vision et Efficient Dynamics.
La BMW Vision Efficient Dynamics est une voiture de sport concept-car coupé 2+2, hybride rechargeable turbo-diesel, du constructeur automobile allemand BMW. Elle est présentée au salon de l'automobile de Francfort (IAA) de 2009, puis commercialisée en série avec la BMW i8 à partir de 2013. Elle fait partie, avec les BMW i3 et BMW i5, de la gamme BMW i Efficient Dynamics de BMW.

## Histoire
BMW inaugure son programme Efficient Dynamics de réduction de consommation de carburant et d'émission de CO2 au début des années 2000, et sa gamme  de voiture électrique et automobile hybride électrique BMW i en 2008, avec ce concept car au design futuriste de science-fiction, vitrine technologique d'avant garde de la marque.

### Carrosserie
Ce concept-car est conçu entre autres par le chef designer BMW Adrian van Hooydonk, et par les designers Mario Majdandzic (pour l'extérieur), et Jochen Paesen (pour l'intérieur).

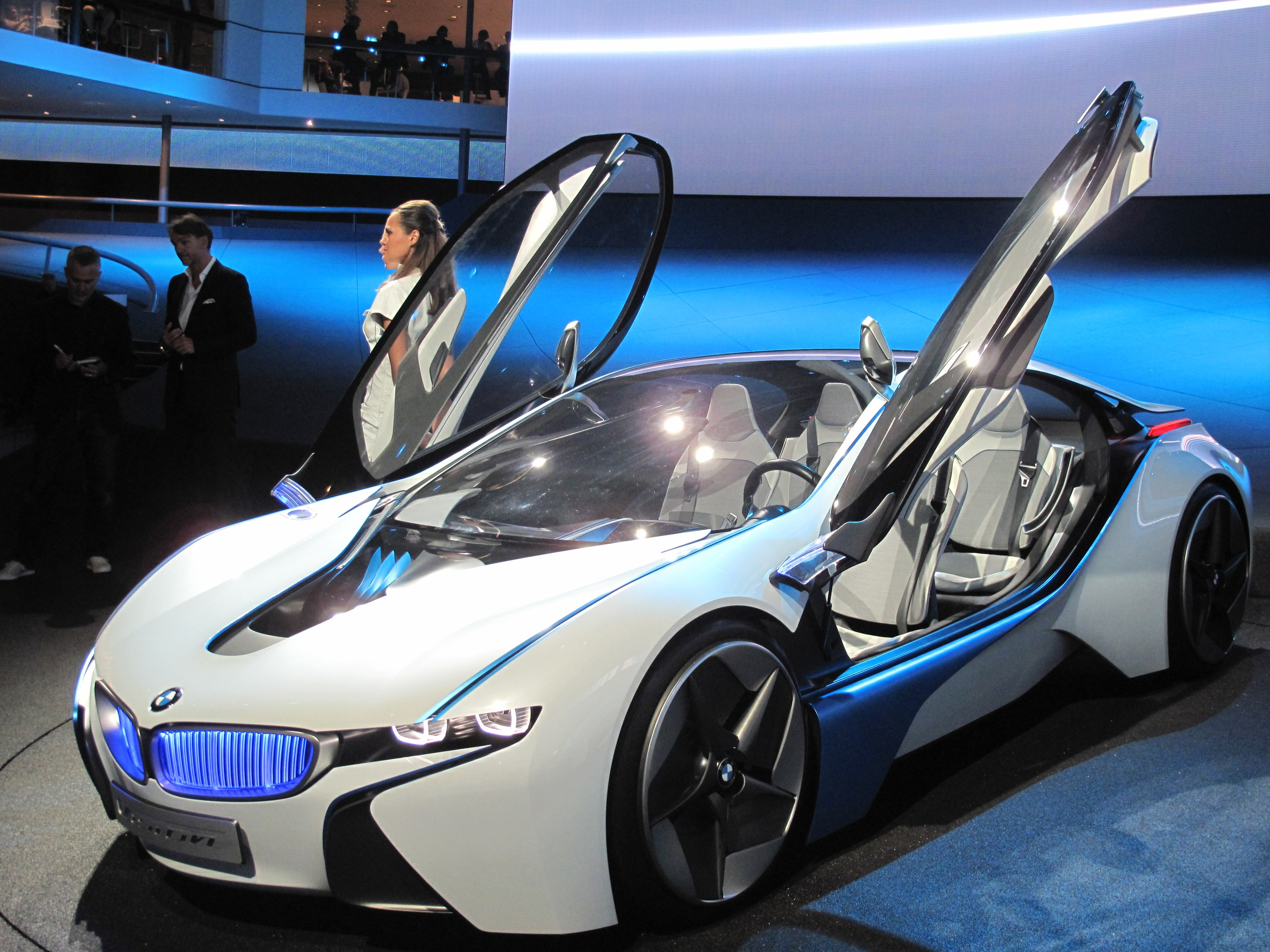
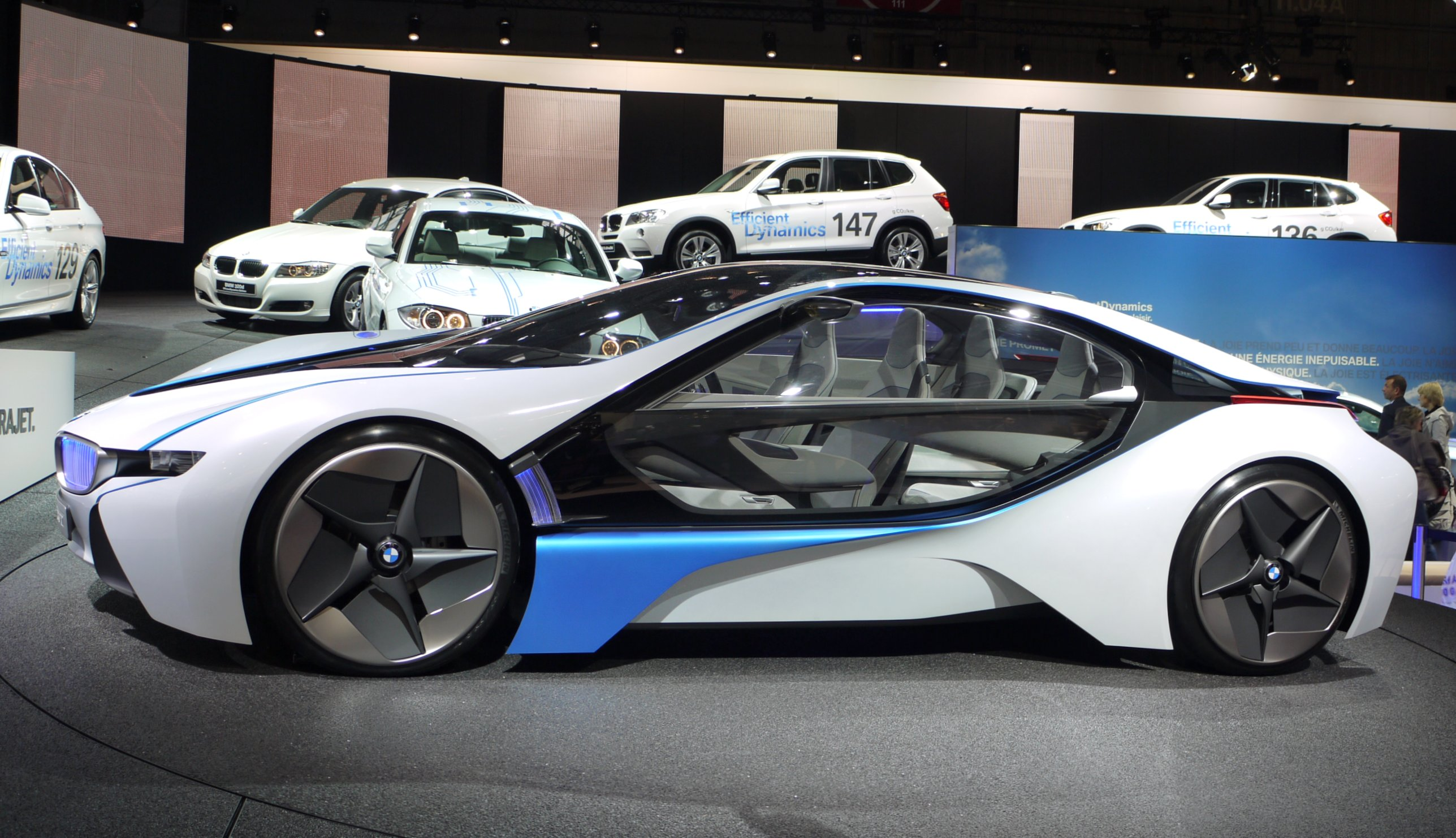
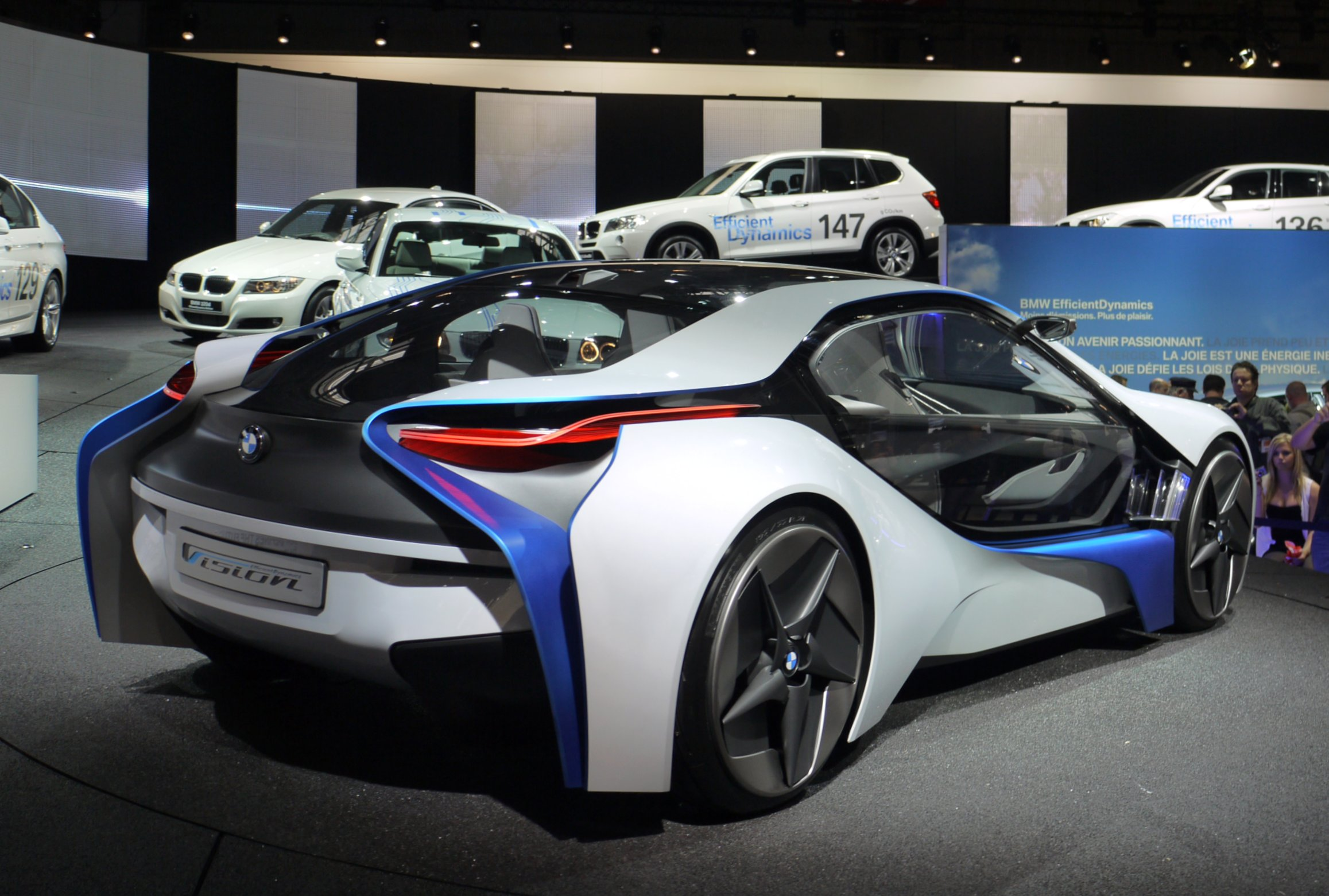

Il est inspiré entre autres des BMW M3 (E90/E92) de 2007, et du concept-car BMW M1 Hommage de 2008, avec châssis léger en aluminium, carrosserie en fibre de carbone (au cx exceptionnel de 0,22 de Formule E), pare-brise, toit, portes papillon, et ailes en verre polycarbonate, sièges en Kevlar, coffre de 150 L.

### Motorisation
Sa motorisation hybride rechargeable turbo-diesel de 356 ch concilie des indices records de faible consommation de petite citadine, avec des performances de BMW M3 (E90/E92) de 2007. Elle est motorisée par deux moteurs électriques (un par essieu, de 38 kW et 110 kW), et un moteur turbo-diesel 3 cylindres de 1,5 L de 163 ch, en position transversale arrière, à turbo à géométrie variable, capable d'accélération de 0 a 100 km/h en 4,8 s, pour une vitesse de pointe bridée à 250 km/h, 0 à 100 km/h en 4,8 s, et une émission de CO2 très faible de 99 g/km.

### Alimentation
Elle est alimentée par un pack accumulateur lithium-ion de 85 kg, d'une charge 10,8 kWh, rechargeable en 2h30 sur secteur normal, et par système de récupération de l'énergie cinétique des freins, pour une autonomie électrique de 50 km, avec une consommation turbo diesel de 3,7 L/100 km (en cycle mixte européen) pour 25 L de gazole, et une autonomie totale constructeur de 700 km.